# Wilson Township (comté d'Audrain, Missouri)
Pour les articles homonymes, voir Wilson Township et Wilson.
Wilson Township est un township du comté d'Audrain dans le Missouri, aux États-Unis,. En 2010, le township comptait une population de 1 633 habitants. Fondé en 1837, il est baptisé en référence à Daniel Wilson, un pionnier.

## Source de la traduction
- (en) Cet article est partiellement ou en totalité issu de l’article de Wikipédia en anglais intitulé « Wilson Township, Audrain County, Missouri » (voir la liste des auteurs).